# 台湾蝙蝠草
台湾蝙蝠草（学名：Christia campanulata）为豆科蝙蝠草属下的一个种。

## 扩展阅读
維基物種上的相關：台湾蝙蝠草